# تشارلز ويليام أبلتون
تشارلز ويليام أبلتون (بالإنجليزية: Charles William Appleton)‏ هو محامي وقاضي أمريكي، ولد في 9 نوفمبر 1874، وتوفي في 10 يناير 1945.